# Bulu (mitologia do Fiji)

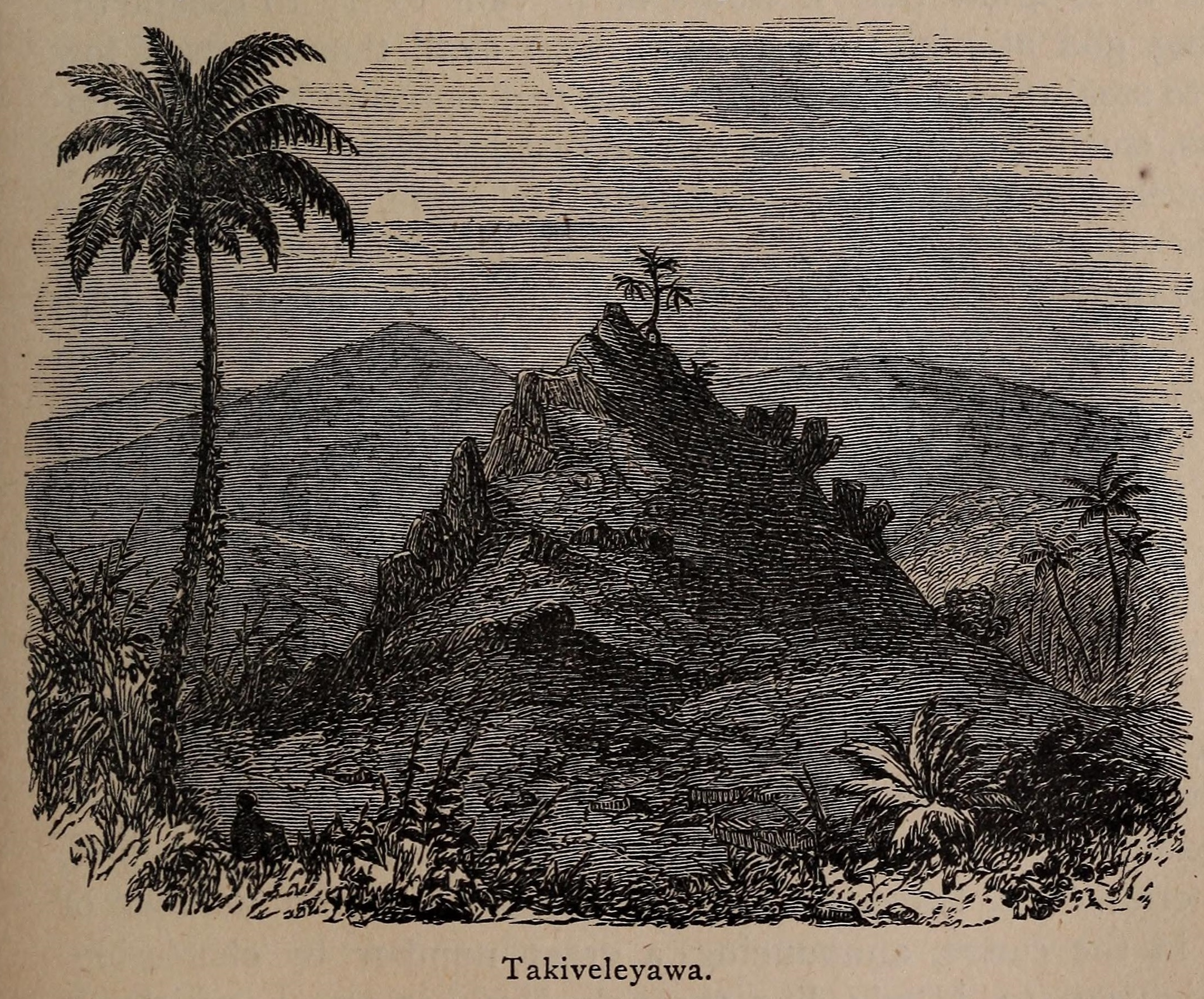
Takiveleyawa, a hill on the pathway of souls to Bulu

Na mitologia Fiji, Bulu é um nome para o "mundo dos espíritos" (presumivelmente o submundo). No mês chamado Vula-i-Ratumaibulu , o deus Ratu-mai-mbula vem de Bulu, o mundo dos espíritos, para trazer  árvores frutíferas, flores e render frutos. Ratumaibulu é um deus de grande importância, que preside a agricultura. Outra fonte refere-se a um "lugar chamado "Nambang Gatai" na estrada para "Bulu", o estado separado ou "terra das almas".
O ponto mais ocidental da ilha de Vanua Levu foi o local de onde partiram os espíritos fora de Bulu, a eterna morada dos abençoados (Freese 2005:70).